# آيت بندق (تيزي نيسلي)
آيت بندق هي إحدى مشيخات المملكة المغربية، تتبع جغرافيا لإقليم بني ملال وإداريًا لتيزي نيسلي. يقدر عدد سكانها بـ 2110 نسمة حسب الإحصاء الرسمي للسكان والسكنى لسنة 2004.